# Себалдкирхе (Нирнберг)
Себалдкирхе или Црква светог Себалда у Нирнбергу је средњовековна црква у Нирнбергу саграђена на месту романске цркве, такође се назива Црква св Себалда (вероватно после 8. века пустињак - именом Себалд, живи у близини Нирнберга), налази се одмах поред Фрауенкирхе и. Лоренцкирхе и једна је од истакнутих цркава у граду. Она је на путу северно до дворца близу главног трга и мало западно испред Градске већнице. Неверојатно богато је опремљена у унутрашњости. Од реформације цркве, Себалдкирхе уз Лоренцкирхе једна је од две главне протестантске цркаве града Нирнберга, који су сада и дио Еванђеличке лутеранске цркве у Баварској.